# Ständehaus (Düsseldorf)

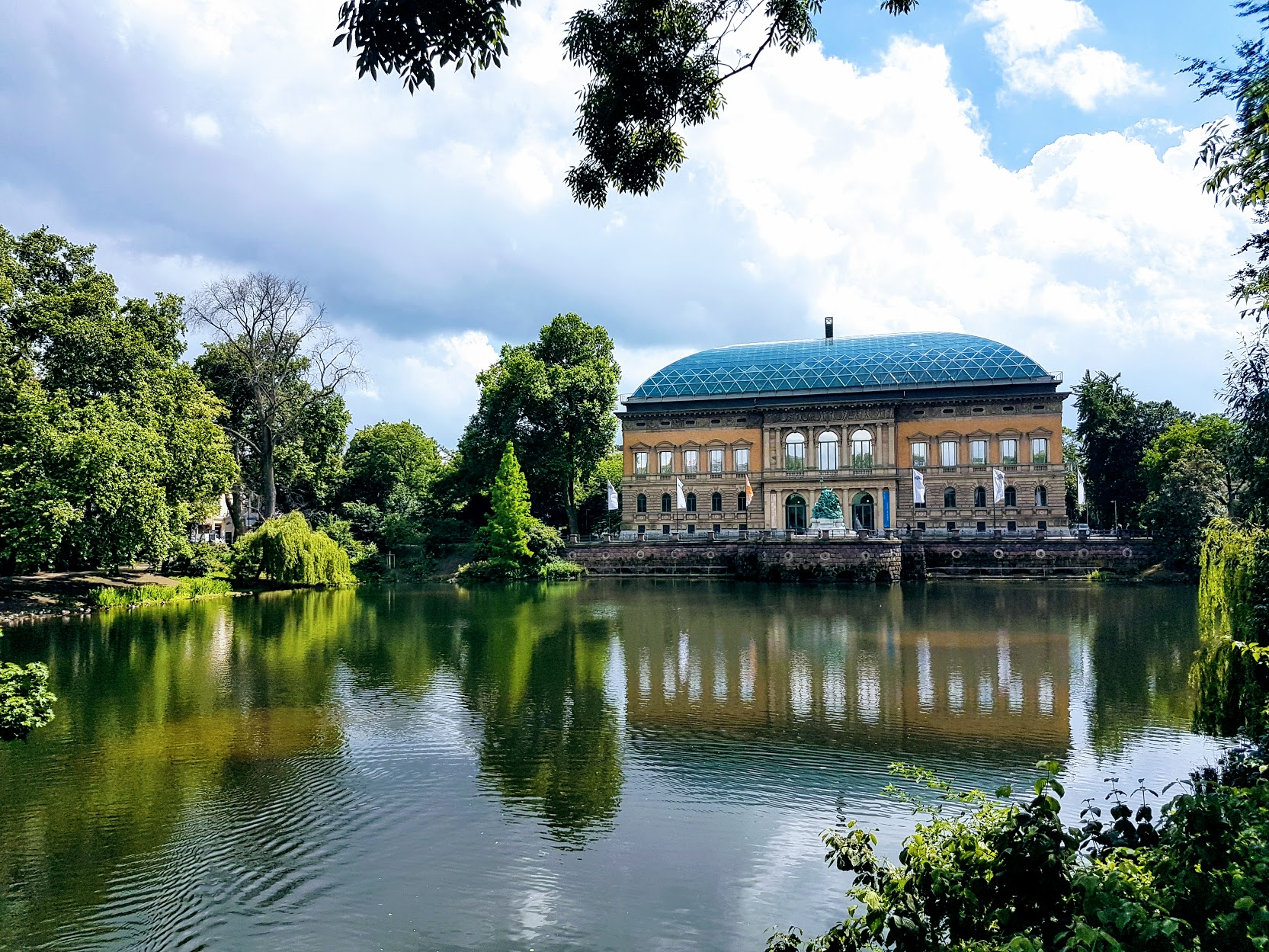
Ständehaus am Kaiserteich (2017)

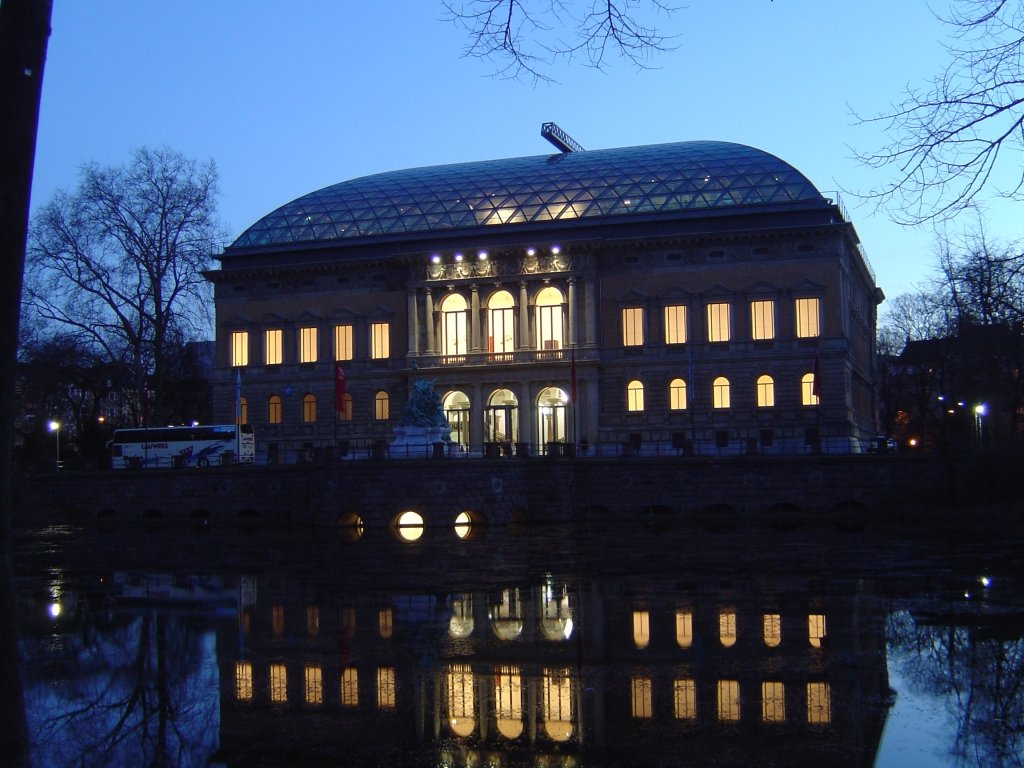
Ständehaus, Ansicht am Abend (2005)

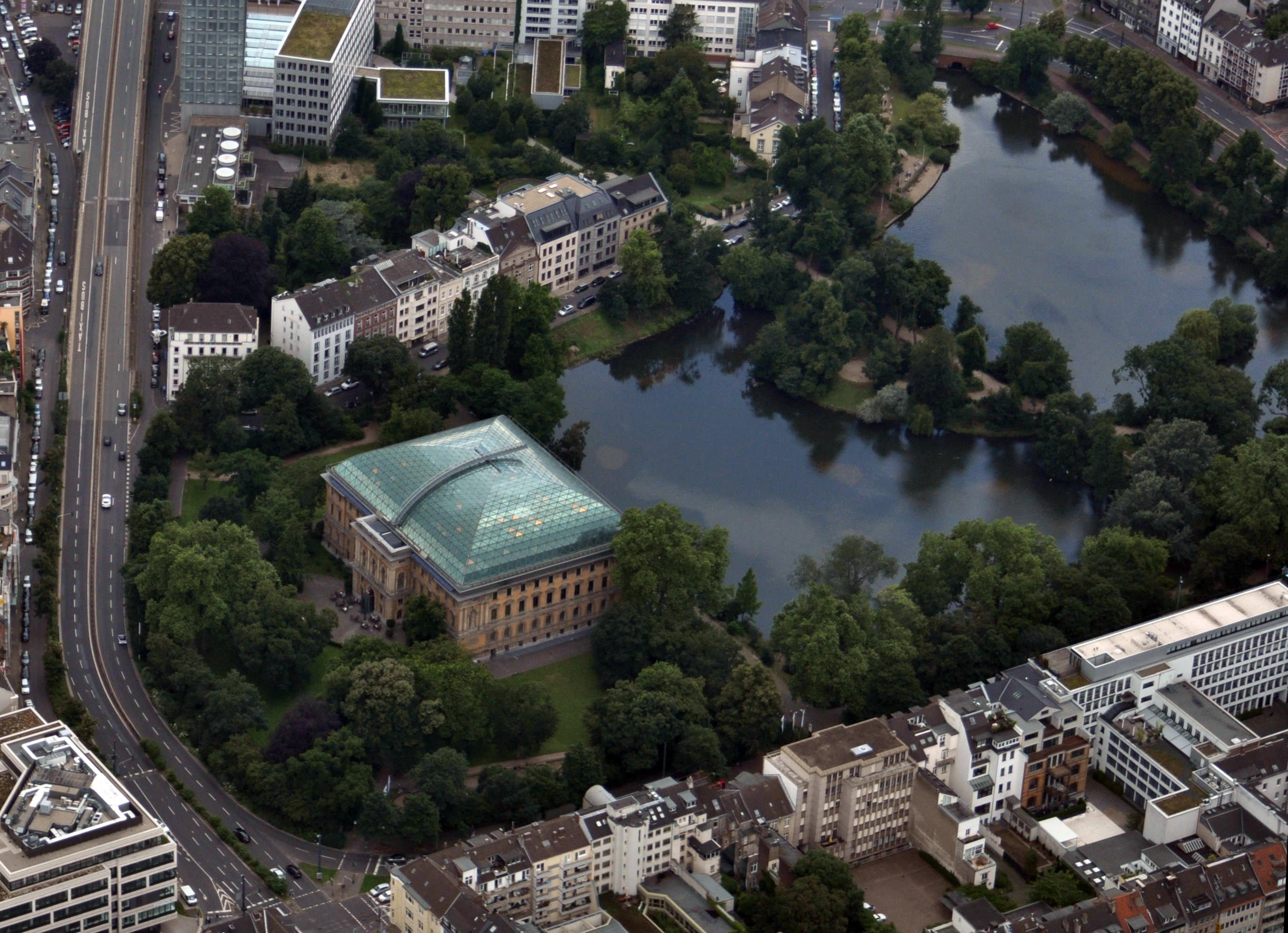
Ständehaus, Vogelperspektive (2016)

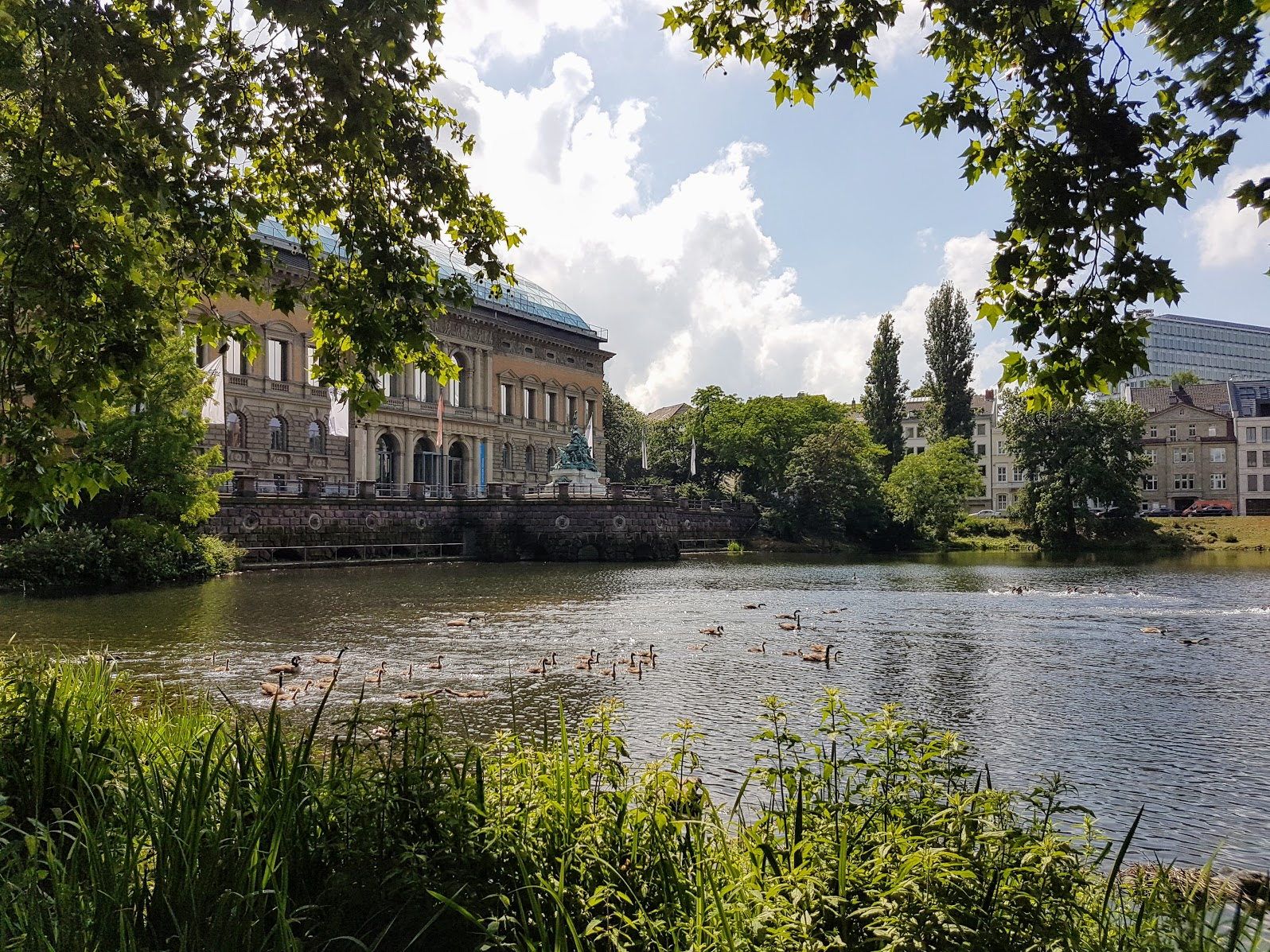
Ständehaus von Nordosten (2017)

Das Ständehaus war von 1880 bis in die 1930er Jahre das Parlamentsgebäude des Provinziallandtags der preußischen Rheinlande in Düsseldorf. Von 1949 bis 1988 diente es anschließend dem nordrhein-westfälischen Landtag als Tagungsort. Heute beherbergt es als Ausstellungsgebäude K21 die Abteilung Zeitgenössische Kunst der Kunstsammlung Nordrhein-Westfalen.

## Geschichte

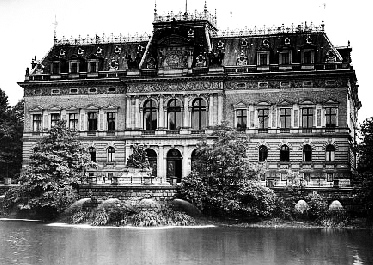
Ständehaus, Foto, 1904

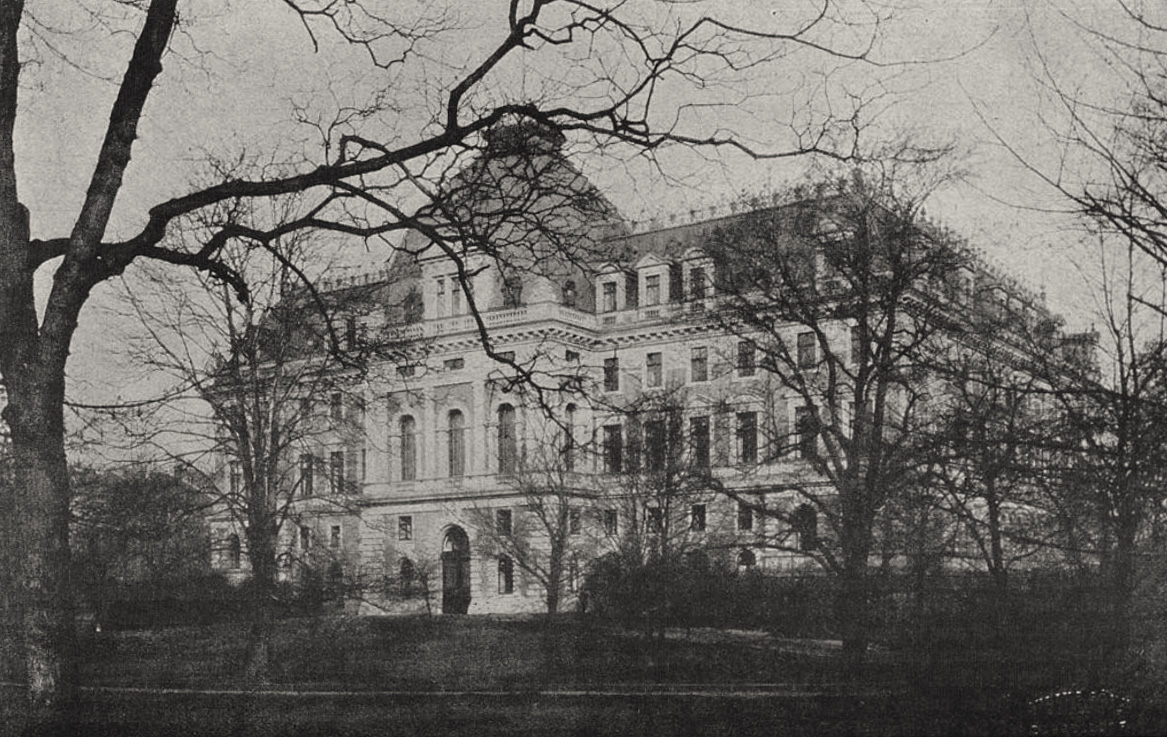
Rückfront des umgebauten Provinzial-Ständehauses, Foto Julius Söhn, 1913

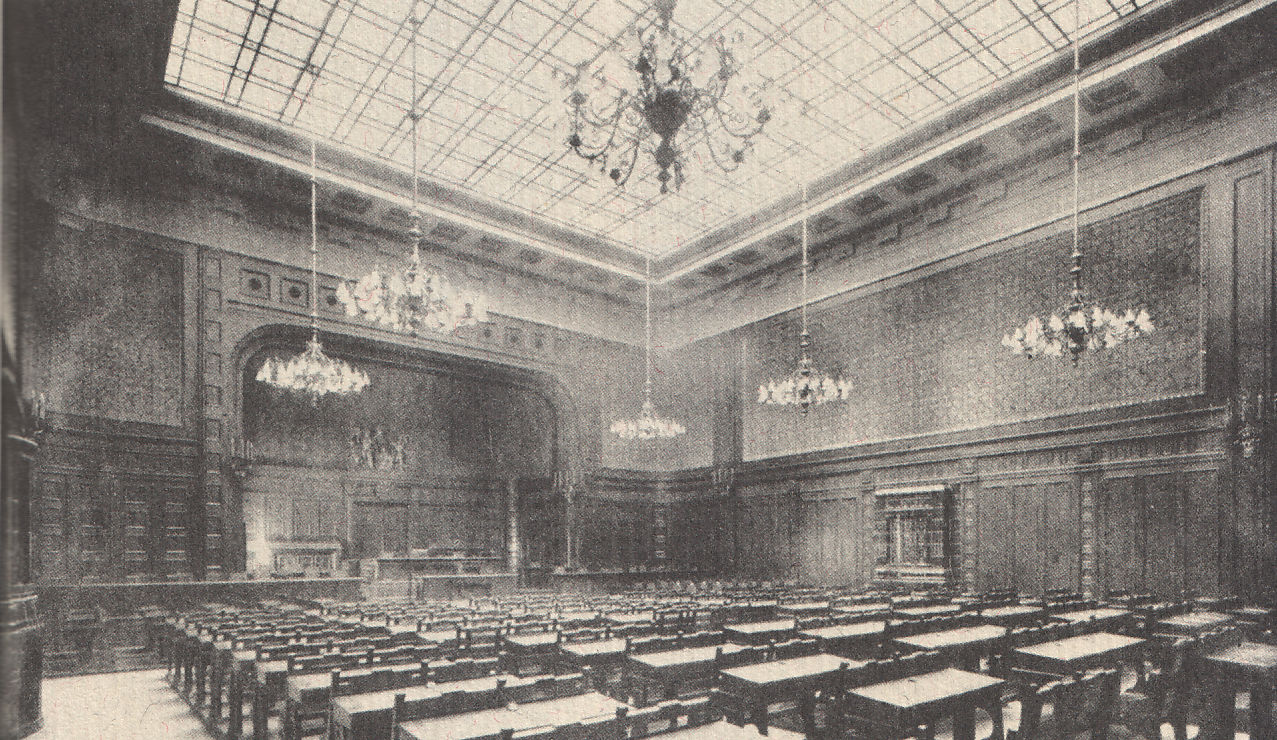
Ständehaus, Sitzungssaal

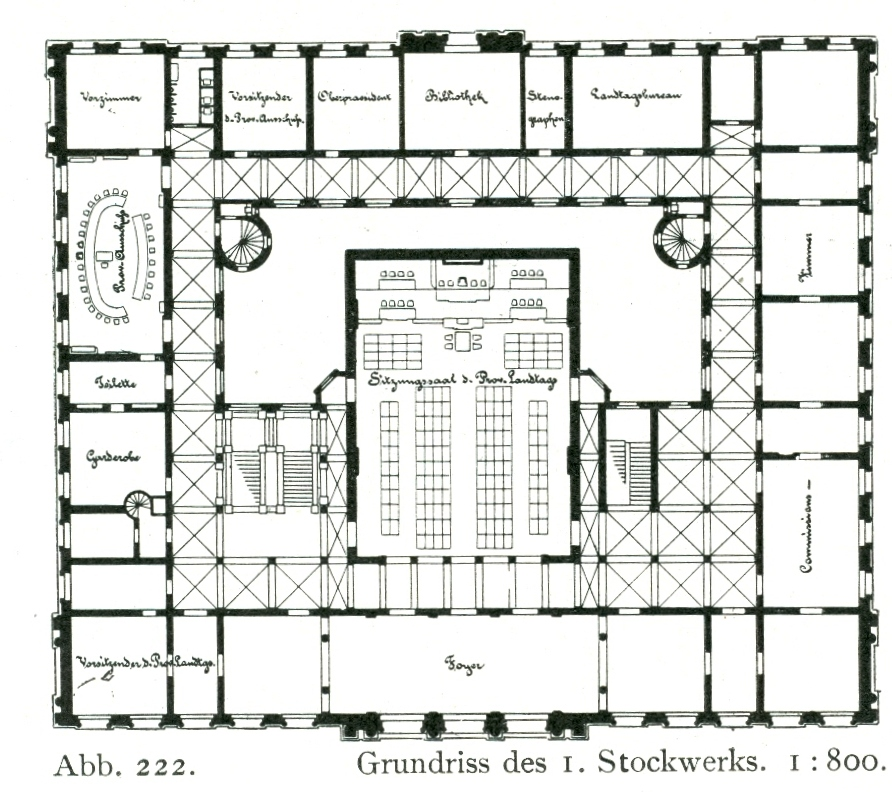
Ständehaus, Grundriss

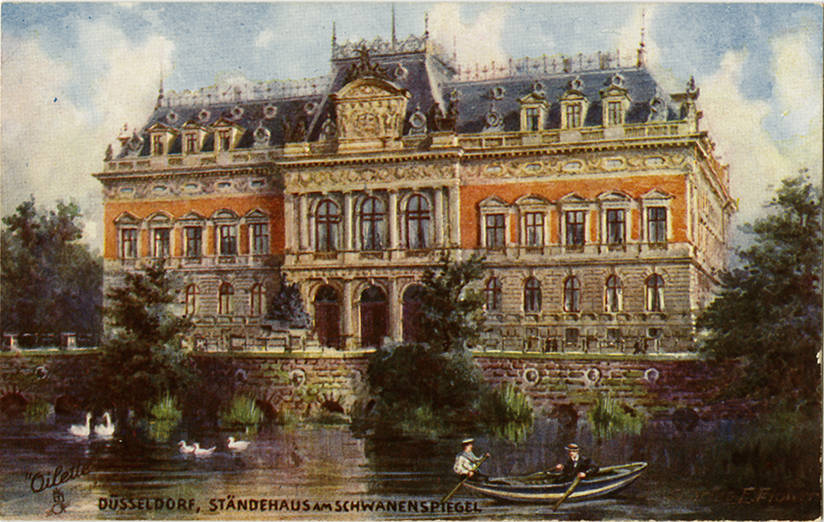
Oilette-Postkarte nach Charles E. Flower, 1911

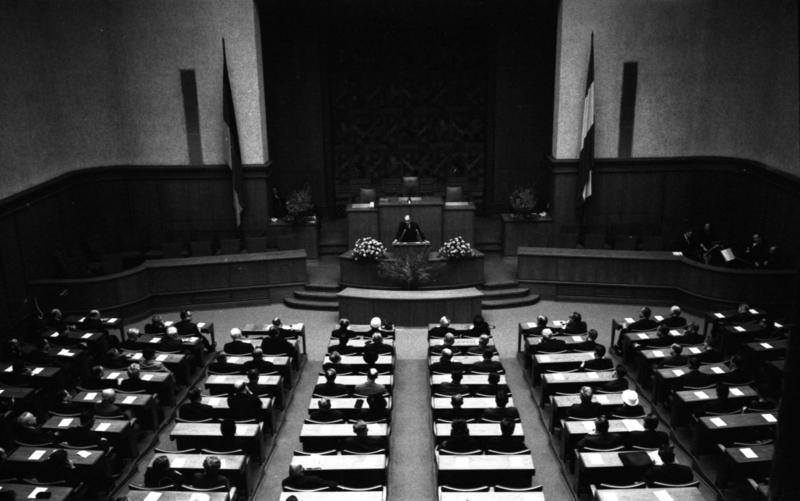
Plenarsaal 1968

Das Ständehaus steht am Kaiserteich an der ehemaligen Festungsgrenze von Düsseldorf, deren Anlagen infolge des Friedensvertrags von Luneville von 1801 geschleift wurden. Unter Napoleon Bonaparte wurden die Grünanlagen angelegt. Gartendirektor Maximilian Weyhe verwandte dann die Überreste der Feste, um daraus 1835 den Spee’schen Graben und die Terrassenanlage des späteren Ständehauses einzurichten.
Die ab 1824 einberufenen preußischen Provinzialstände tagten im Düsseldorfer Stadtschloss am Rhein bis zu dessen Brand 1872. Danach regten der Rheinische Provinziallandtag und die Rheinische Provinzialverwaltung einen Neubau in den bestehenden Grünanlagen am Kaiserteich an. 1876 gewann der spätere Berliner Dombaumeister Julius C. Raschdorff (1832–1914) den Architektenwettbewerb für den Bau des Ständehauses. Zwischen 1876 und 1880 wurde der Bau als Versammlungsort für den Rheinischen Provinziallandtag sowie als Parlaments- und Verwaltungsgebäude im historistischen Stil errichtet. Die Gestaltung als Vierflügelanlage mit Innenhof lehnte sich an die Palazzi der italienischen Renaissance an, insbesondere an den Palazzo Farnese. Das Mansarddach zeigte Anklänge an die französische Architektur des 17. Jahrhunderts. Die repräsentativen Eingänge an den Nord- und Südfassaden dienten als Durchfahrt für Kutschen.

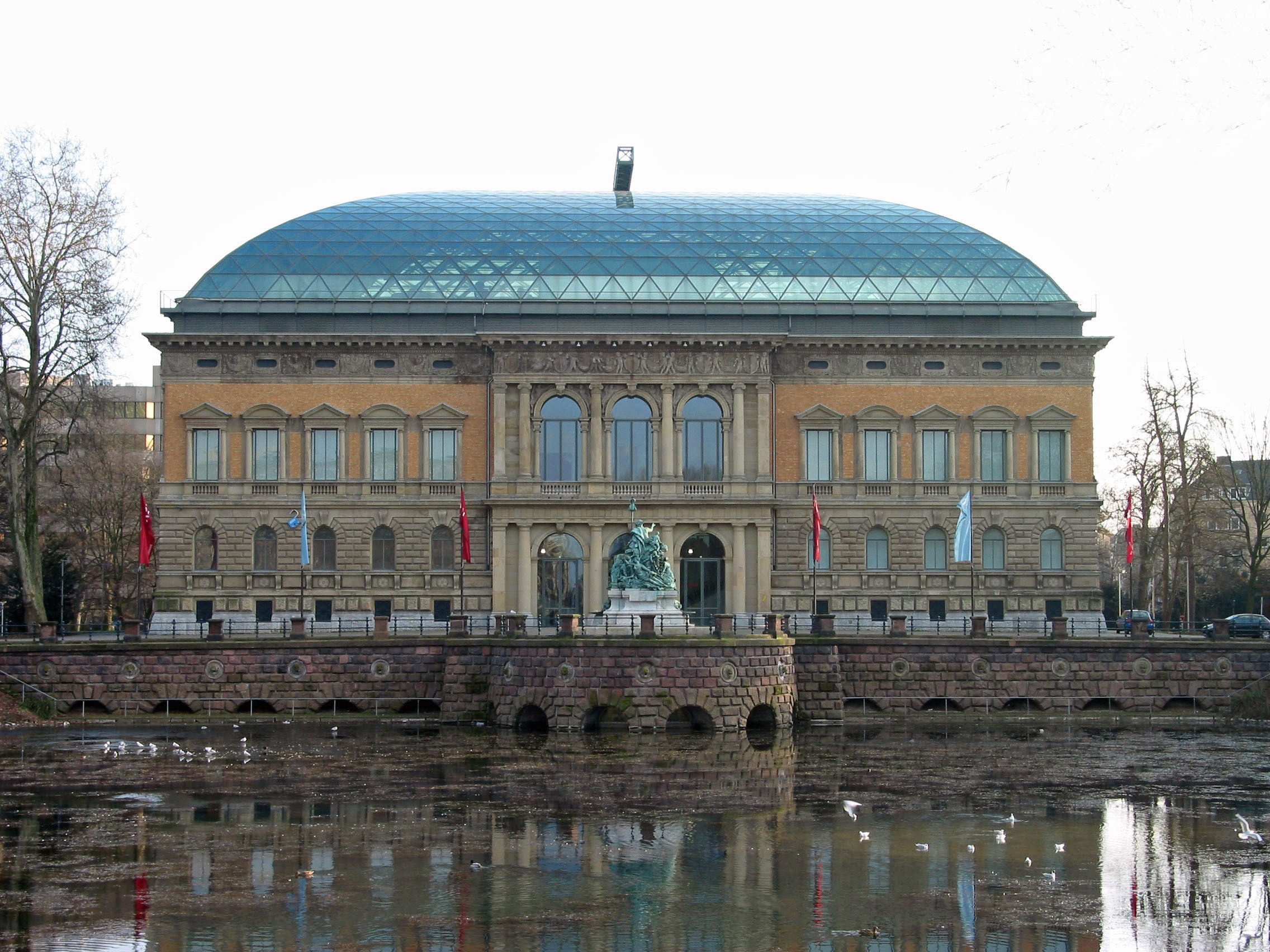
K21 im Ständehaus, Außenansicht Nordfassade
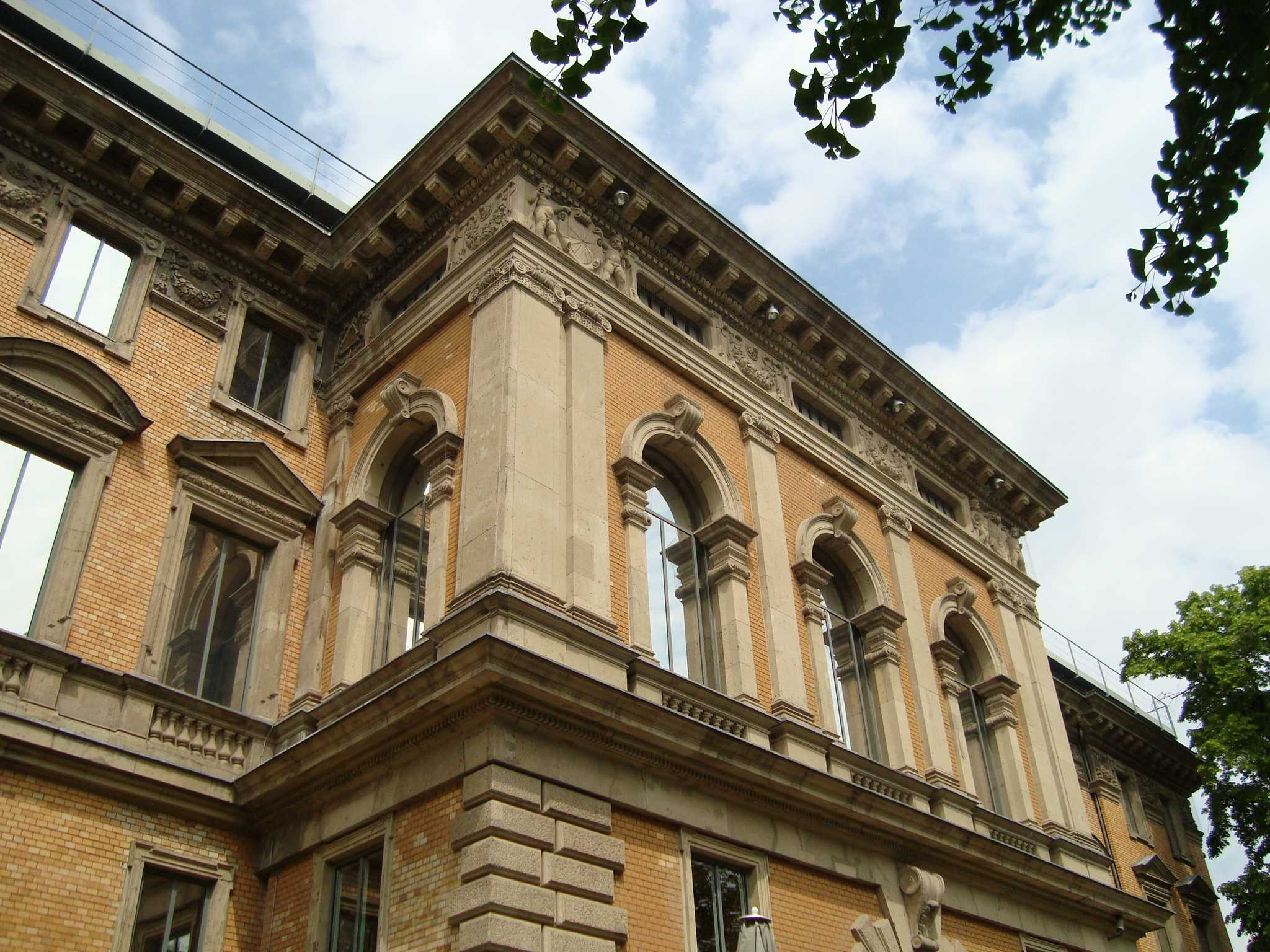
K 21, Ständehaus, Südfassade, Detail
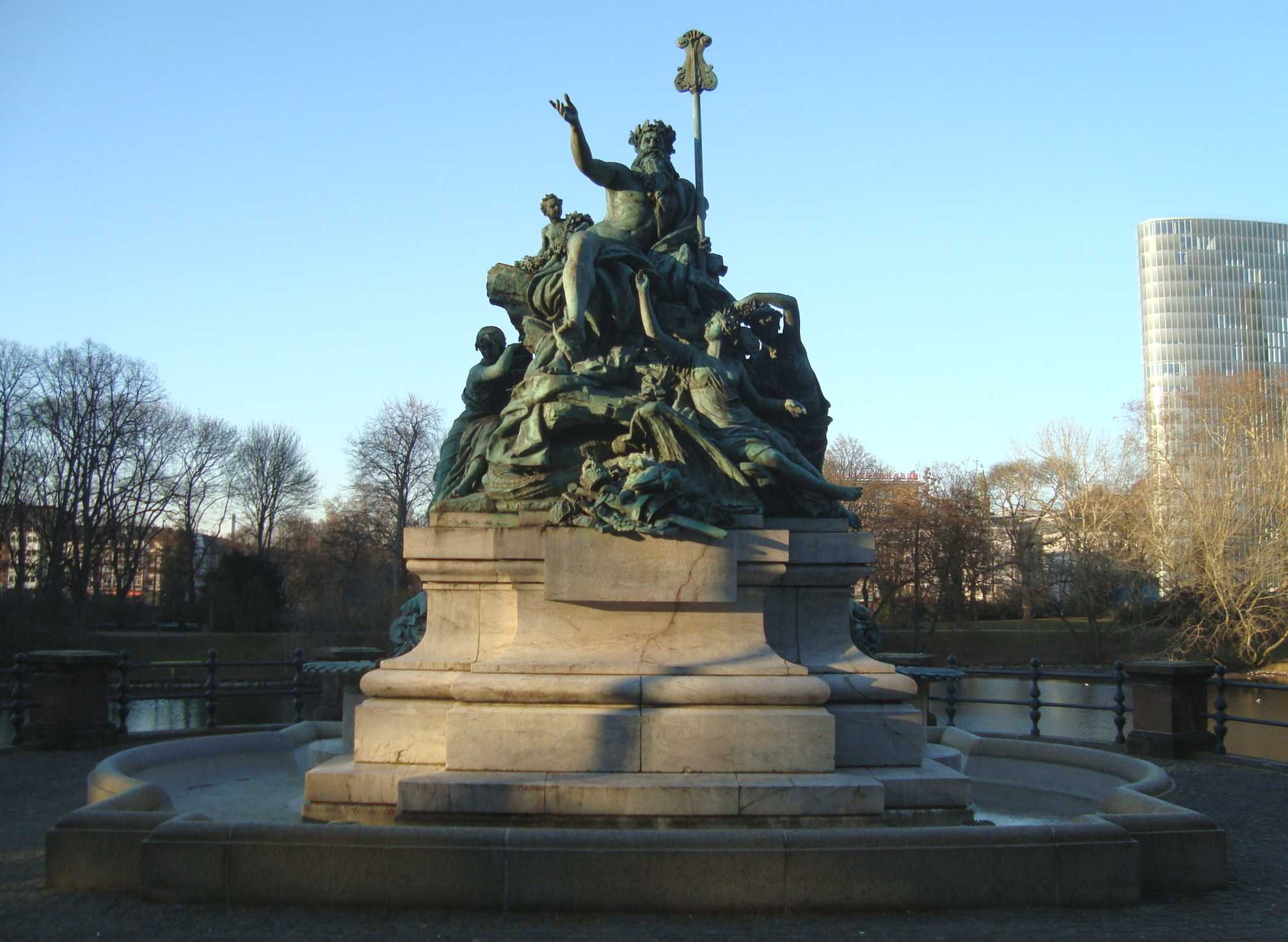
K 21, Brunnenskulptur vor der Nordfassade: Vater Rhein und seine Töchter, 1897

Als Kaiser Wilhelm I. und Kaiserin Augusta 1884 das Ständehaus besuchten, entwarf der Bildhauer Karl Janssen für den Innenraum die Festdekoration „Vater Rhein und seine Töchter“. Die Figurengruppe aus Gips wurde 1897 als bronzene Brunnenskulptur ausgeführt und vor der Nordfassade des Ständehauses aufgestellt. Dort steht sie noch heute.
Aus Platzmangel erfolgten bereits 1895 Umbauten, so wie 1911 bis 1913 durch den Architekten Hermann vom Endt. 1943 brannte das Ständehaus bei einem Bombenangriff bis auf die Außenmauern aus. Beim Wiederaufbau 1947–49 ersetzte Hans Schwippert das Raschdorffsche Mansarddach durch ein Staffelgeschoss und erweiterte aus Kapazitätsgründen den Plenarsaal bis zur südlichen Innenseite, so dass der ursprüngliche Innenhofcharakter des Gebäudes verloren ging.
Der erste gewählte Landtag von Nordrhein-Westfalen tagte am 15. März 1949 im Ständehaus. Bis 1988, dem Bau des neuen Landtagsgebäudes am Rhein, diente das Ständehaus als Sitz des Landesparlaments. Über die weitere Nutzung bestand zunächst keine klare Vorstellung. Das Gebäude stand mehrere Jahre leer, es wurde u. a. zu Filmdreharbeiten genutzt und musste schließlich von Grund auf saniert werden.

## Umbau und heutige Nutzung unter dem Namen „K21“
1996 legte das Münchner Architektenbüro Kiessler+Partner eine Machbarkeitsstudie vor, nach der das Ständehaus als Dependance der Kunstsammlung Nordrhein-Westfalen wie auch als Raum für repräsentative Veranstaltungen des Landes geeignet sei. Nach einem entsprechenden Kabinettsbeschluss 1996 begann der umfassende Umbau des Ständehauses. Das Konzept der Münchner Architekten umfasste drei wesentliche Elemente:
1. Der in allen Bauphasen immer wieder erweiterte Plenarsaal wurde auf seine ursprünglichen Maße von 1880 reduziert; die weiße Box auf schmalen Rundpfeilern zeigt die Dimensionen des ersten Plenarsaals an. Dadurch wurde die Raumstruktur des Raschdorff-Baus als Vierflügelanlage mit umlaufenden Räumen, Galerien und Innenhof wiederhergestellt. Durchgehend weiße Wände und Decken bilden eine wirkungsvolle Folie für die erhaltenen historischen Elemente wie Treppenanlage und Doppelsäulen.

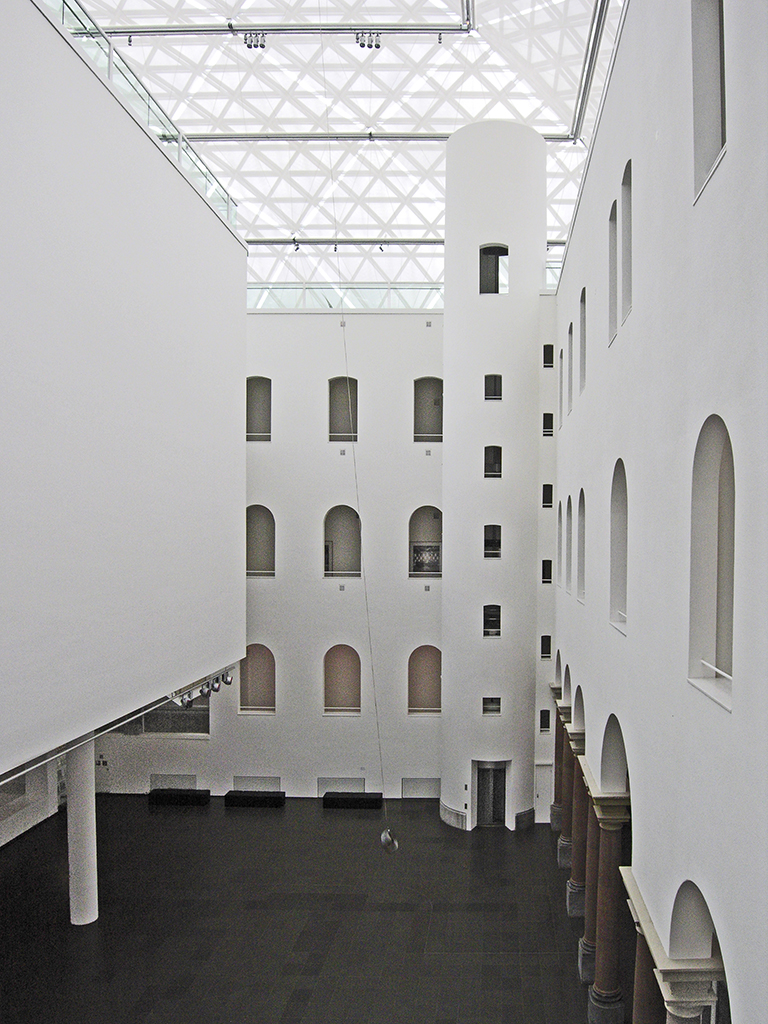
K21, Innenansicht Foyer
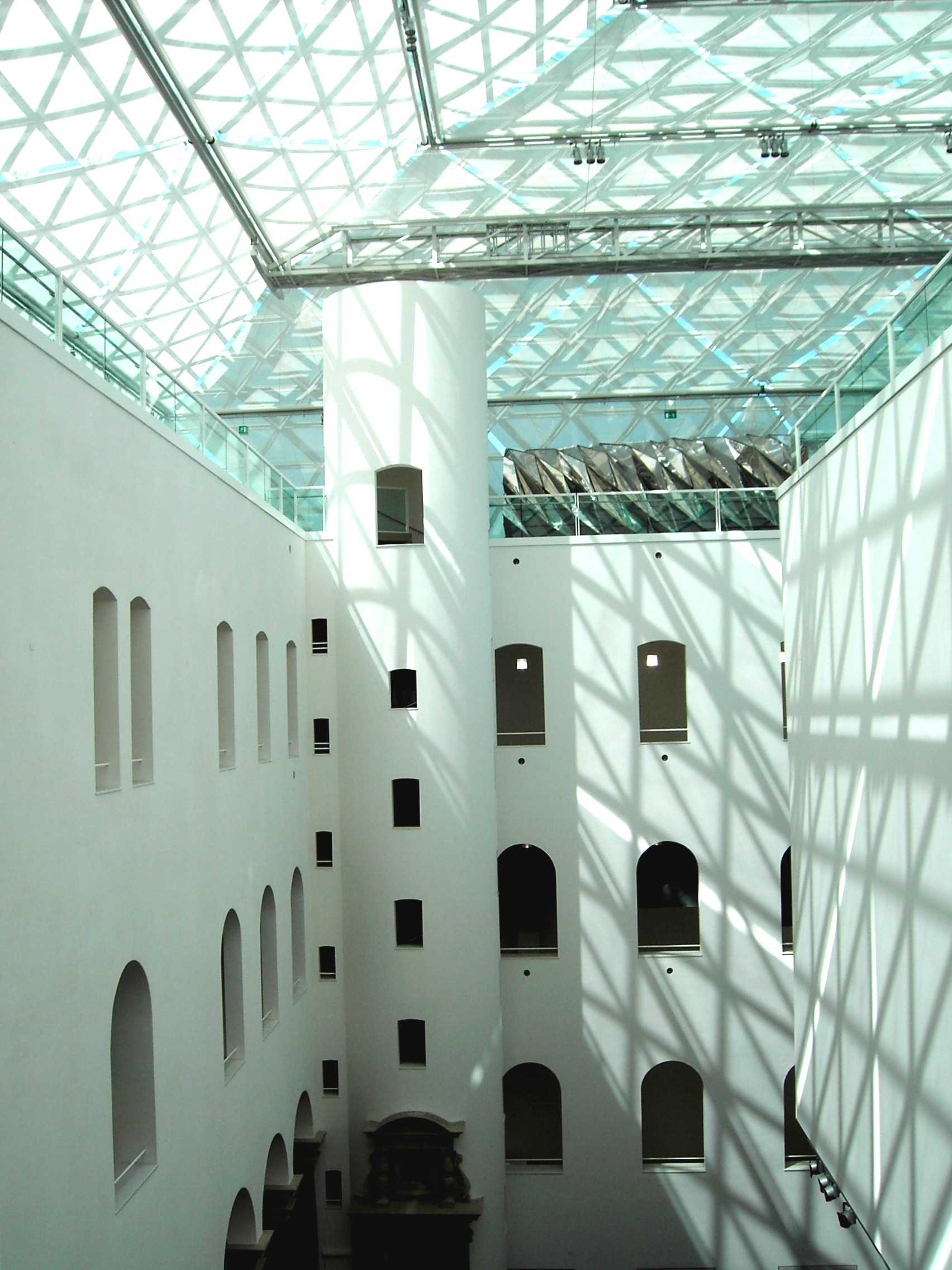
K 21, Innenansicht
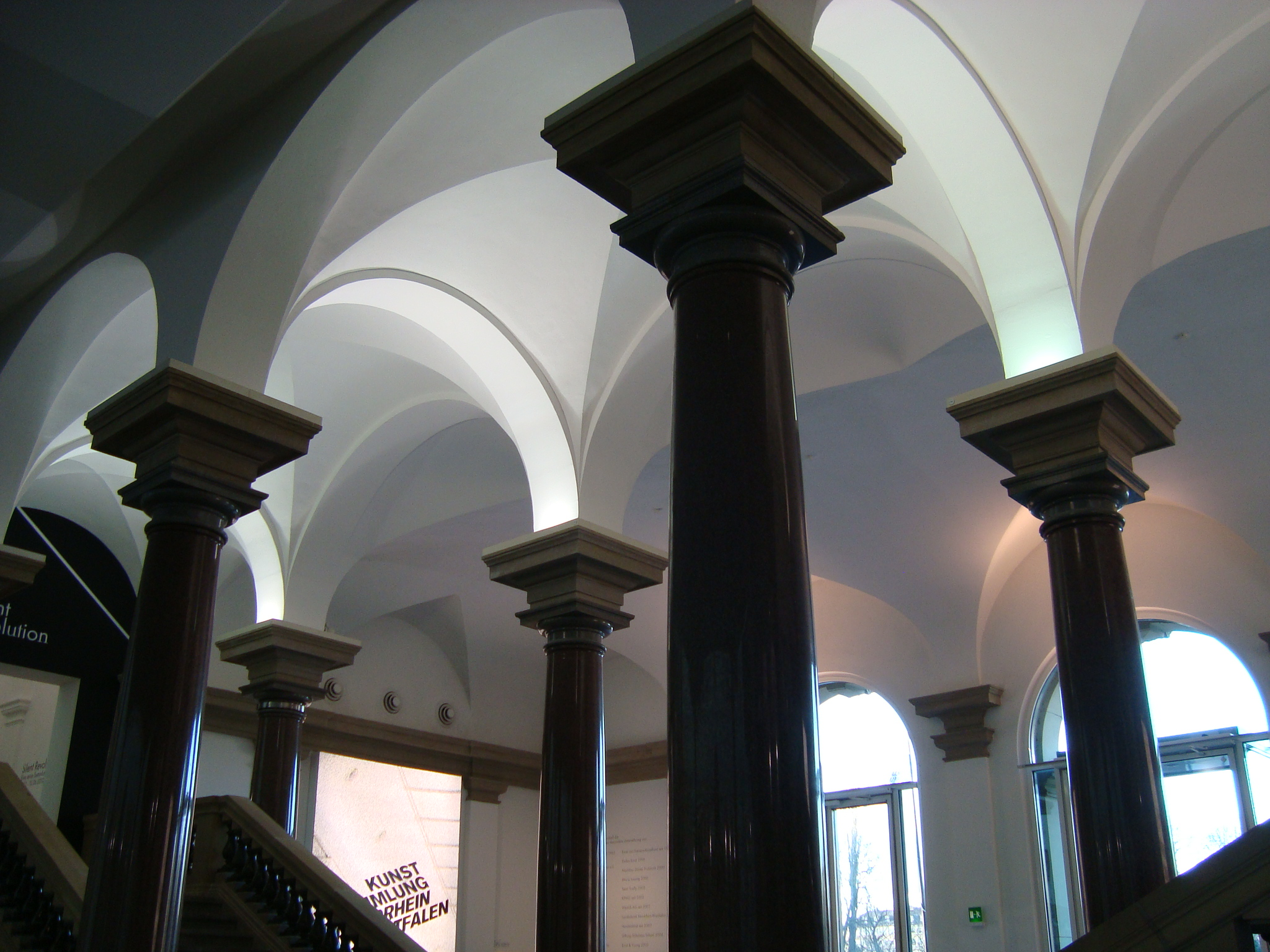
K 21, historische Säulen im Erdgeschoss
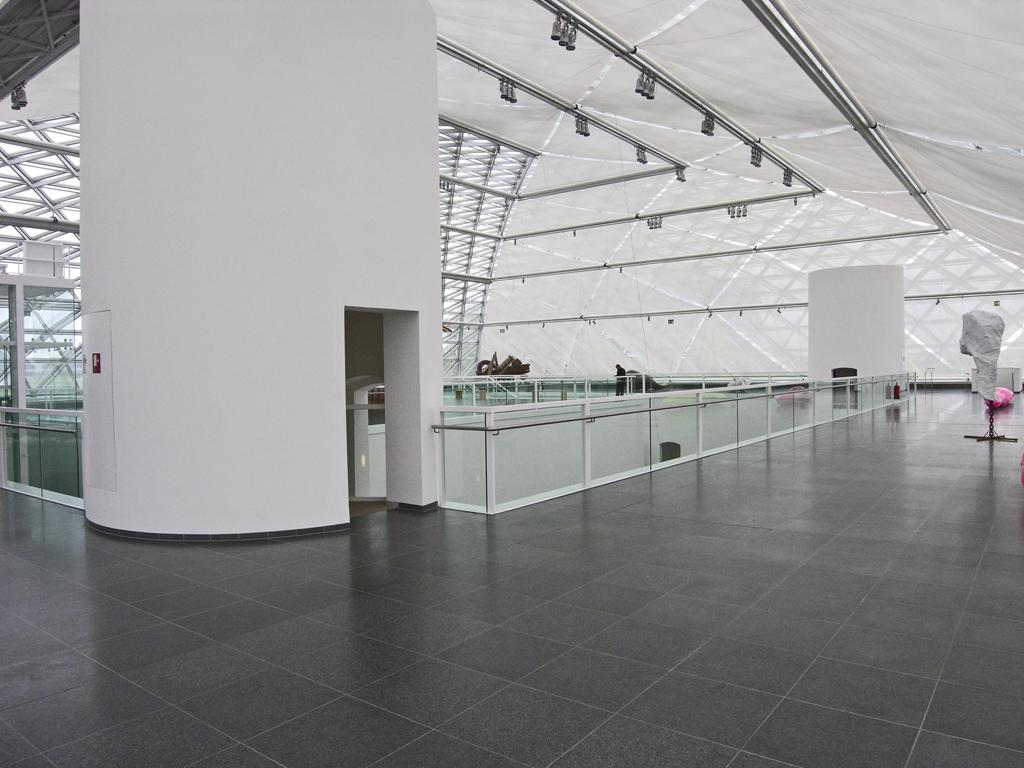
K21, Dachgeschoss

2. Die Architekten ersetzten die unharmonische Dachkonstruktion, die von Hans Schwippert in der Nachkriegszeit entworfen worden war, durch eine das gesamte Gebäude überwölbende Kuppel aus Glas und Stahl. Ihre Dimensionen orientieren sich an dem ursprünglichen Raschdorff-Dach. Dadurch entstand im Dachgeschoss ein großzügiger Ausstellungsbereich mit Tageslicht, in dem großformatige Skulpturen adäquat präsentiert werden können. Der Kuppelraum bietet außerdem einen hervorragenden Panoramablick über Düsseldorf. Das durch die Glaskuppel einfallende Tageslicht entfaltet ein differenziertes Licht- und Schattenspiel. Es gibt dem Innenraum des Ständehauses die Anmutung einer südländischen Piazza.
3. Unter dem Ständehaus entstand ein großer unterirdischer, über 6 m hoher Ausstellungsraum, der andere Präsentationsmöglichkeiten bietet als die kabinettartigen Raumfolgen in den anderen Geschossen. Hier finden Wechselausstellungen statt. Der Raum reicht im Norden bis zum Kaiserteich. Bullaugenfenster ermöglichen den Blick nach draußen auf und unter die Wasseroberfläche.

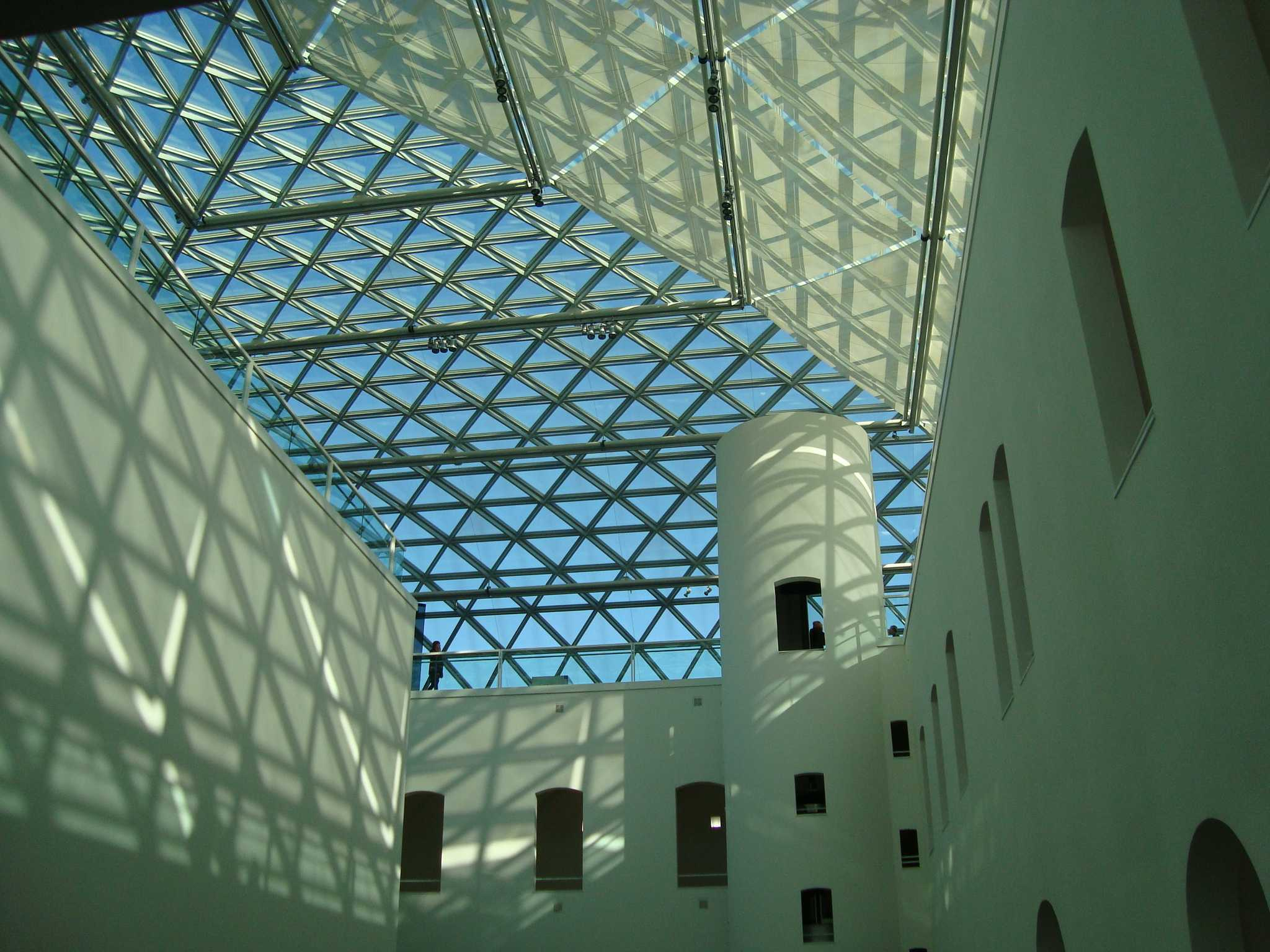
K 21, Innenansicht
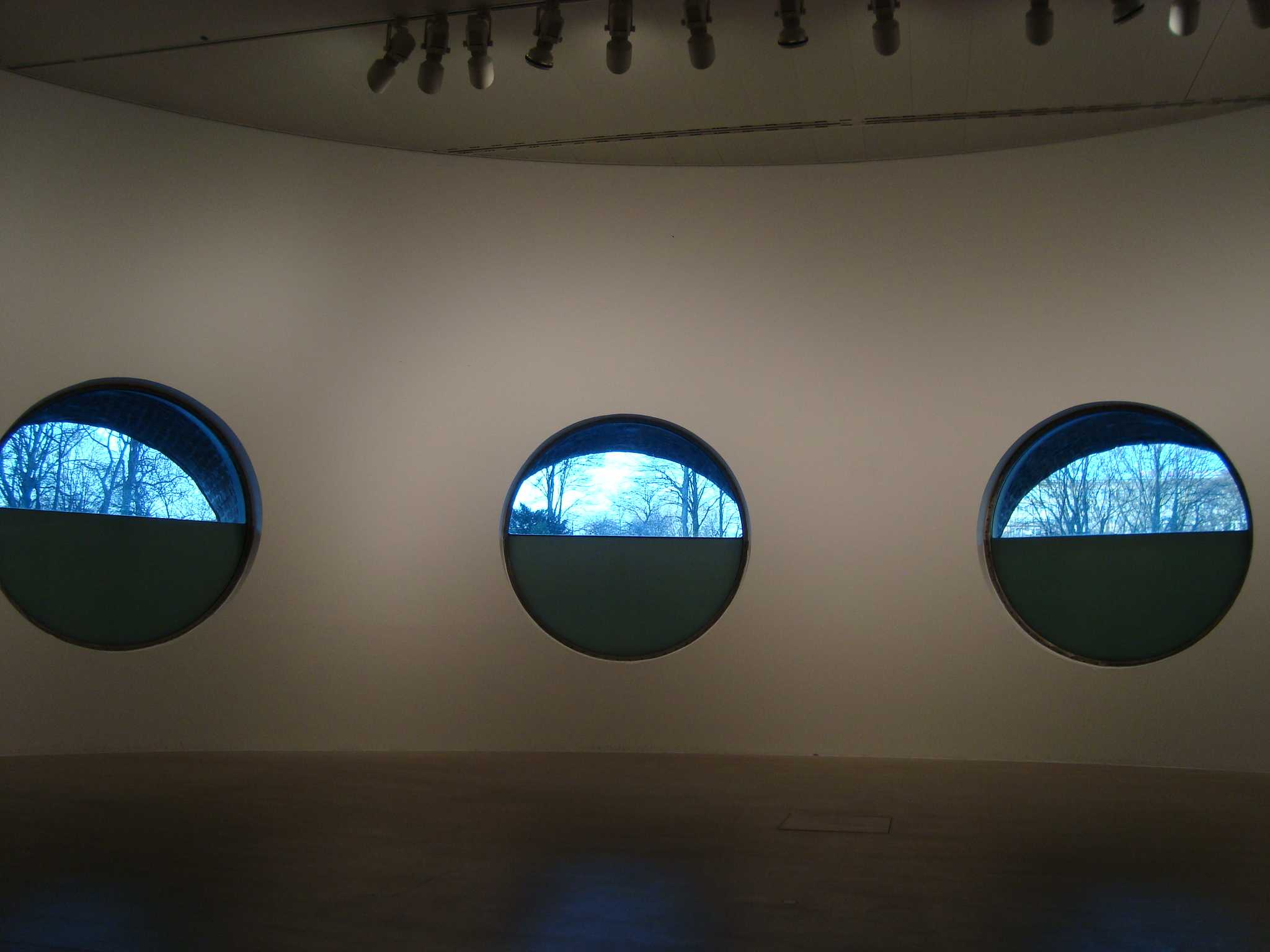
K 21, Untergeschoss, Blick nach draußen (Kaiserteich)
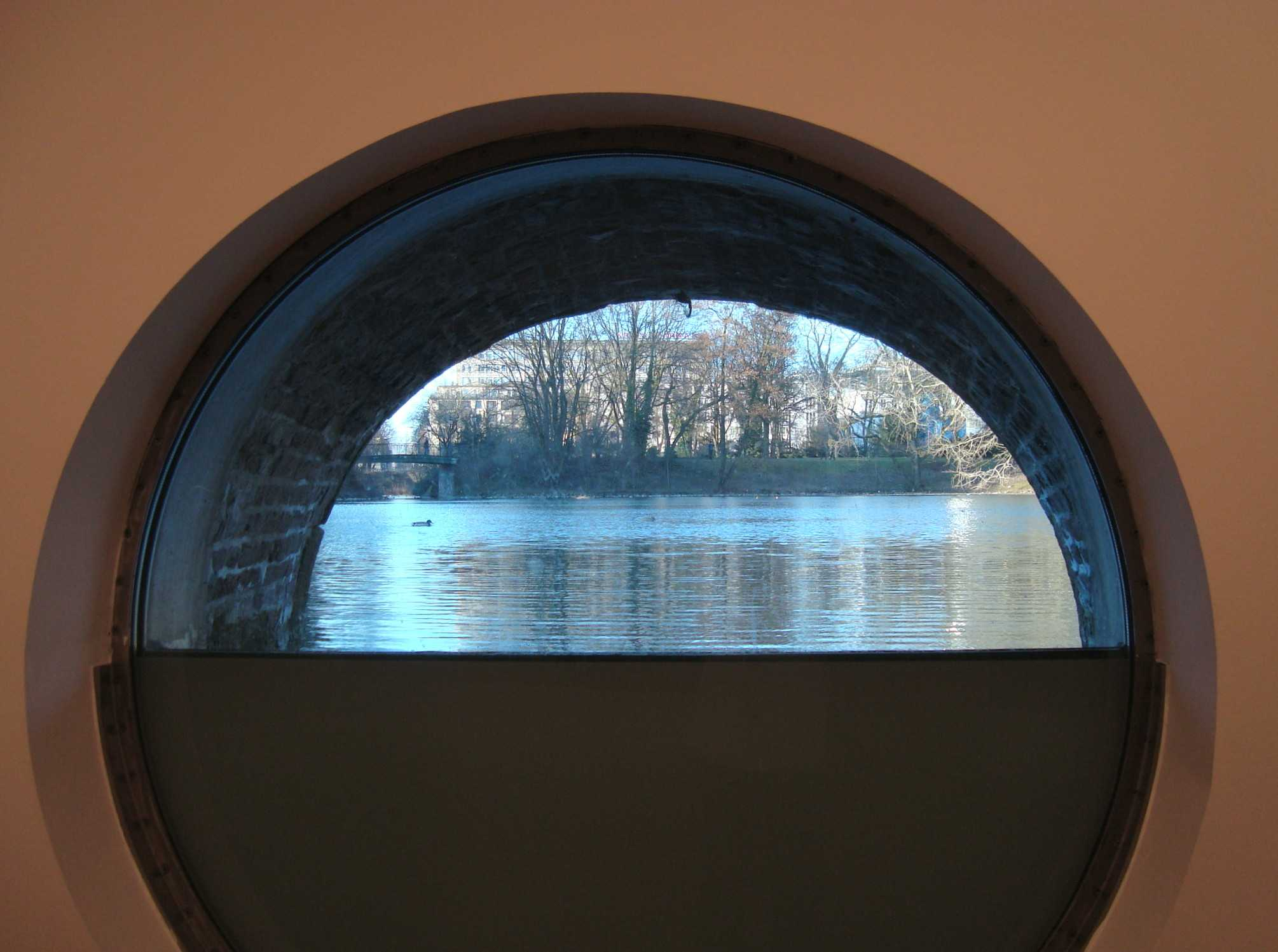
K 21, Untergeschoss, Blick nach draußen (Kaiserteich)
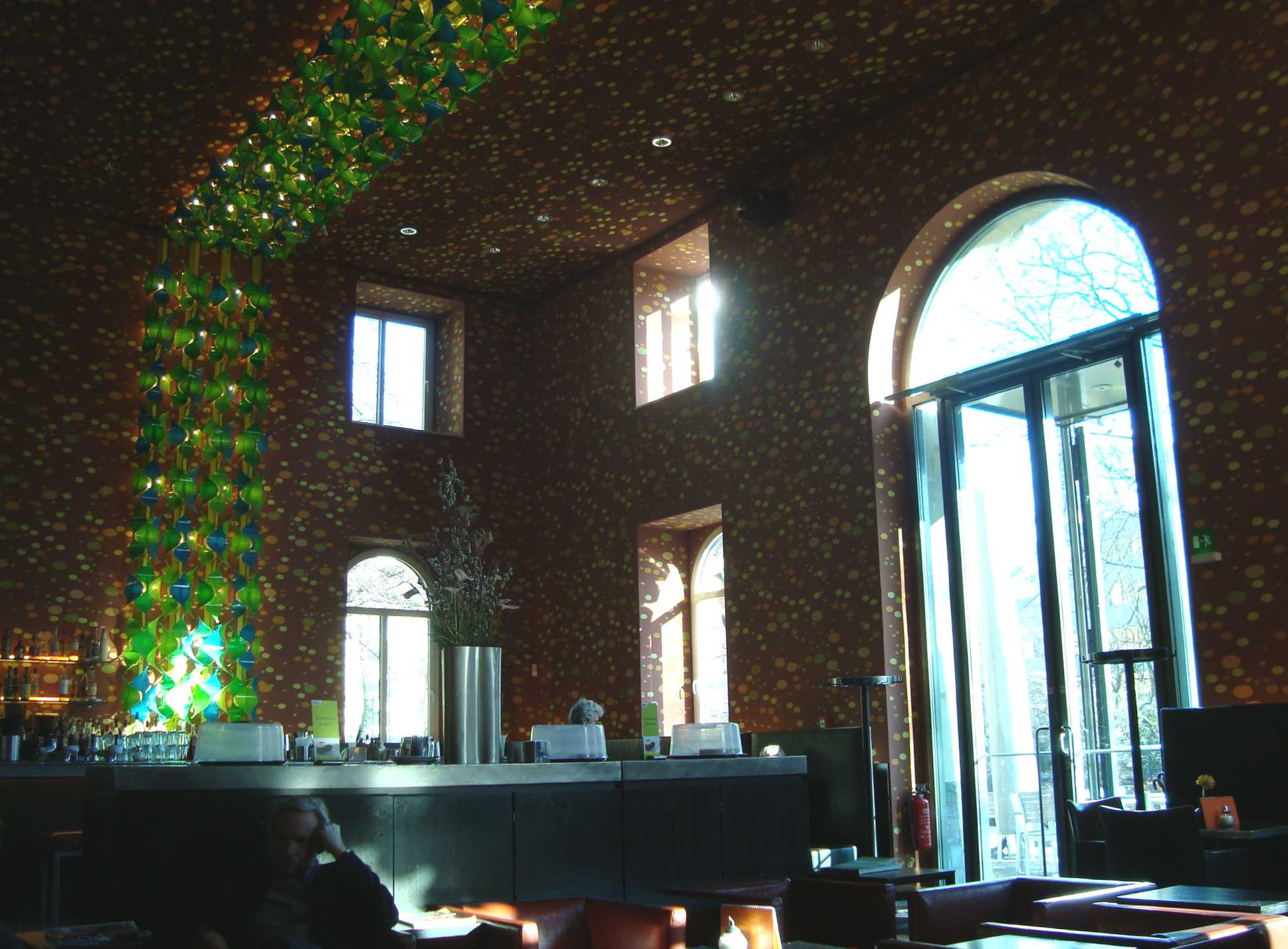
K 21, Bar am Kaiserteich

Die historische Außenfassade blieb, abgesehen von der erneuerten Kuppel, erhalten. Der Umbau konnte 2001 abgeschlossen werden. Der Kubano-Amerikaner Jorge Pardo gestaltete die Bar am Kaiserteich im Erdgeschoss des Hauses mit Wandmalereien und einer Lichtinstallation künstlerisch aus. Das Ständehaus wurde in seiner neuen Funktion als Museum am 18. April 2002 vom damaligen Bundespräsidenten Johannes Rau, dem ehemaligen Ministerpräsidenten des Landes Nordrhein-Westfalen, eingeweiht. Für das Publikum öffnete es am 21. April 2002 als K 21 seine Pforten. Als Dependance der Kunstsammlung Nordrhein-Westfalen am Grabbeplatz K 20 fand die Kunst des ausgehenden 20. Jahrhunderts (ca. ab 1980) und des 21. Jahrhunderts hier ihren Platz. Dieses Konzept wurde unter dem damaligen Direktor Armin Zweite entwickelt, sollte aber eine gewisse Fluktuation nicht ausschließen. Nach der Renovierung des Ständehauses präsentierte die neue Direktorin der Kunstsammlung NRW, Marion Ackermann, seit Februar 2010 die Ausstellung Silent Revolution – Eine neue Sammlungspräsentation. Dabei traten zum ersten Mal Werke der klassischen Moderne aus dem Haus am Grabbeplatz, das wegen Umbaus erst im Sommer 2010 wiedereröffnet wird, in Dialog mit der zeitgenössischen Kunst im Ständehaus.
Im Ständehaus-Park sind einige Skulpturen zeitgenössischer Künstler aufgestellt.

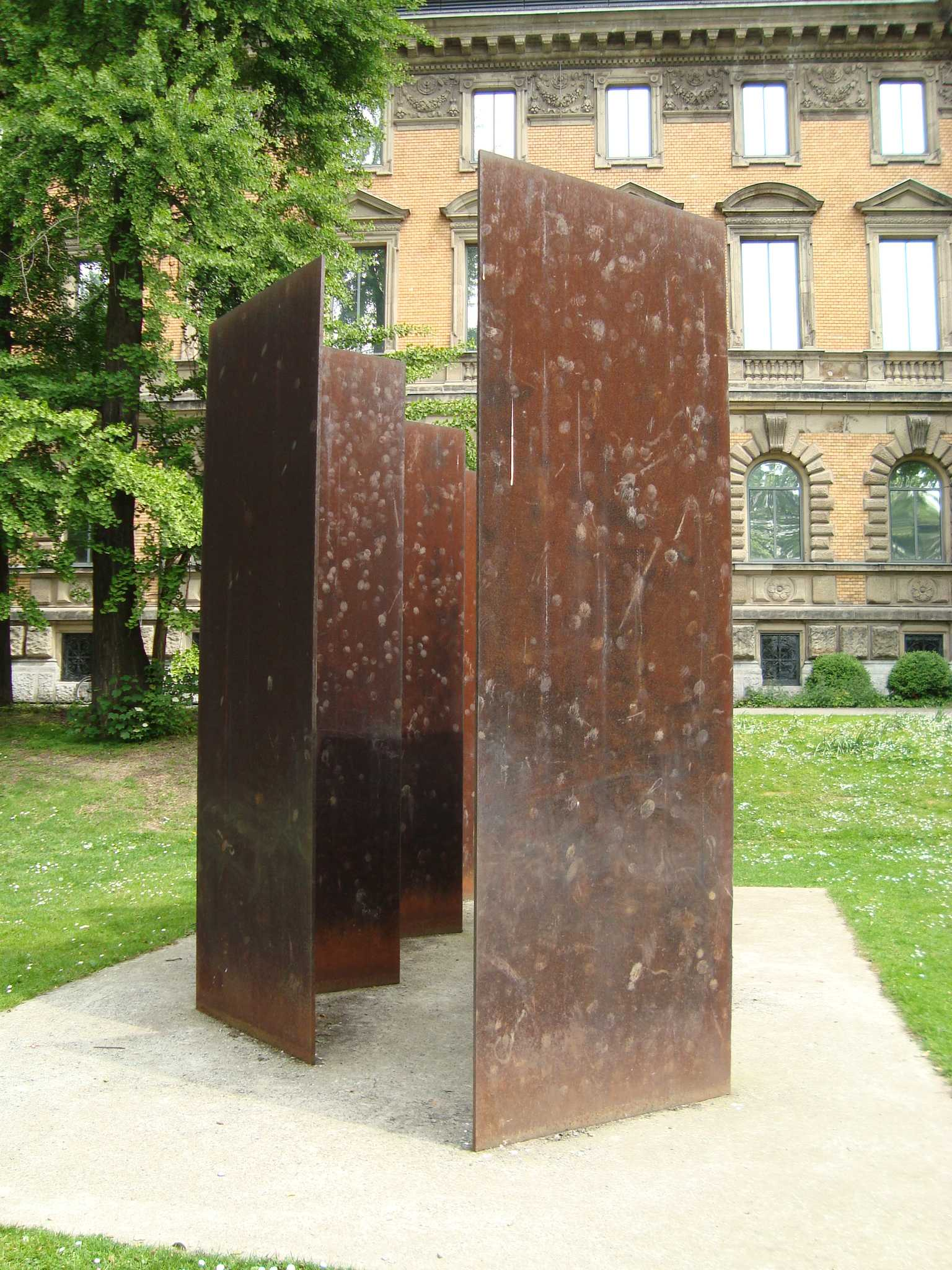
Barnett Newman, Zim Zum II, 1969/1985
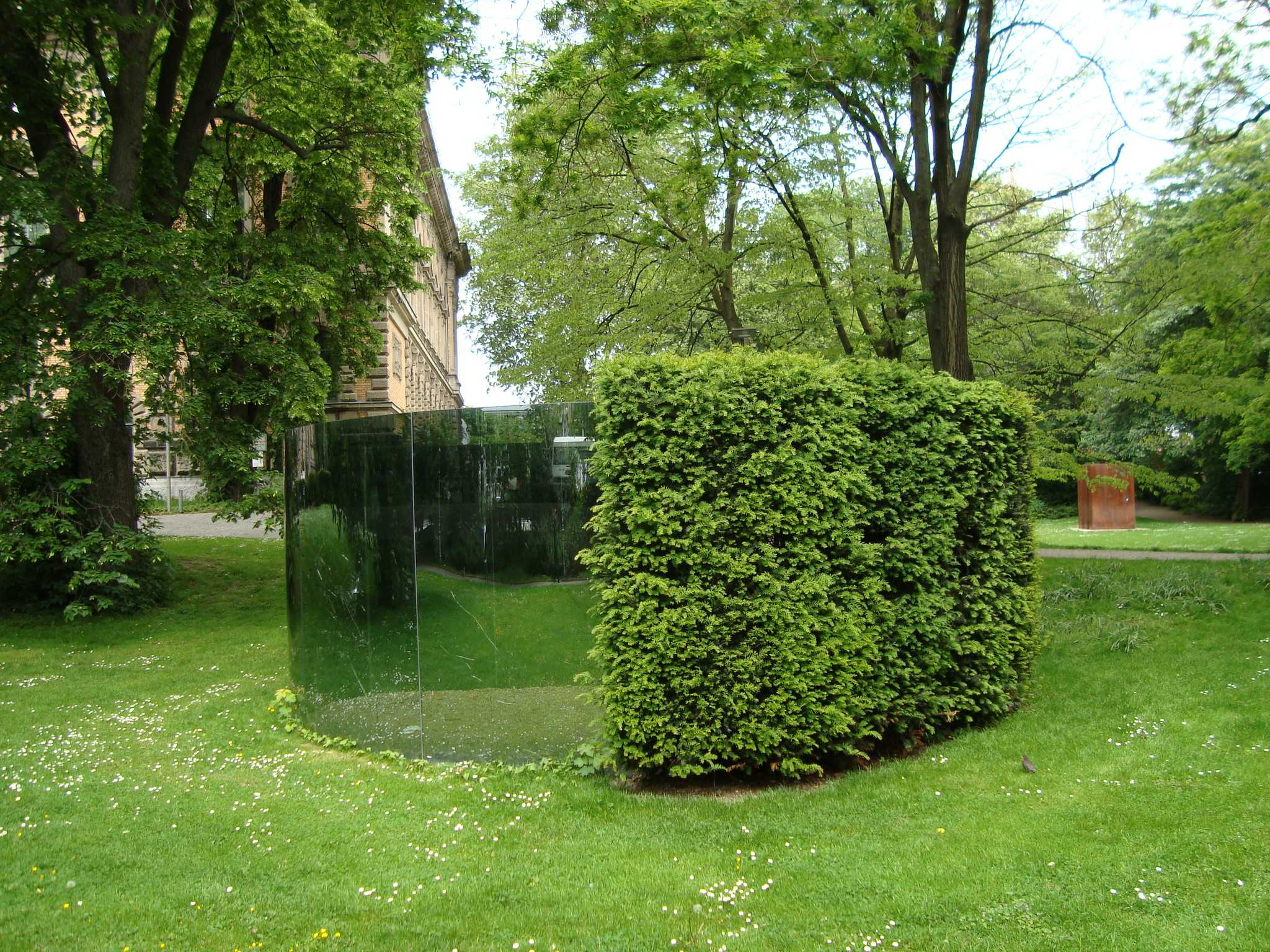
Dan Graham, Two-Way Mirror Hedge, Almost Complete Circle, 2001
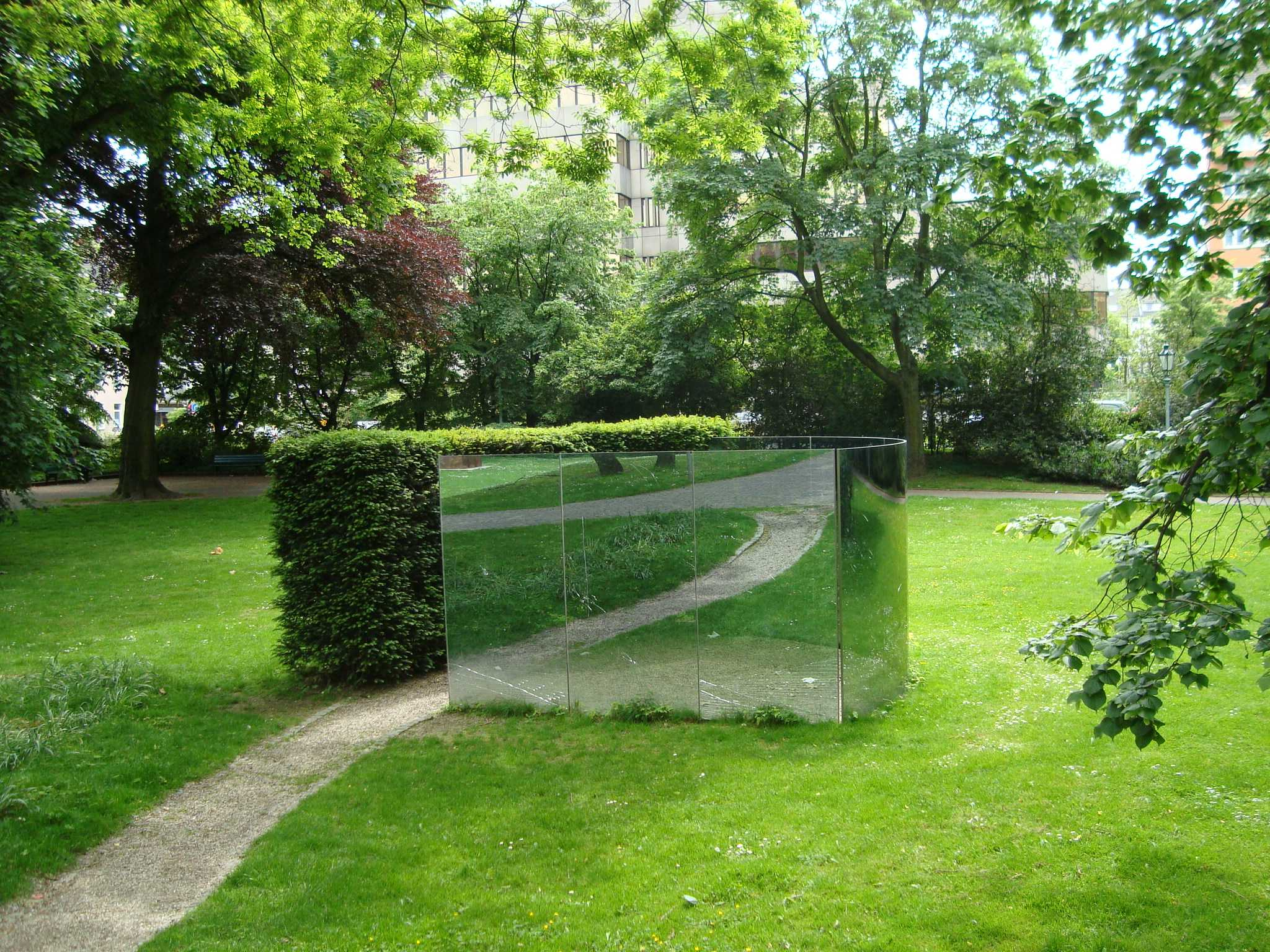
Dan Graham, Two-Way Mirror Hedge, Almost Complete Circle, 2001
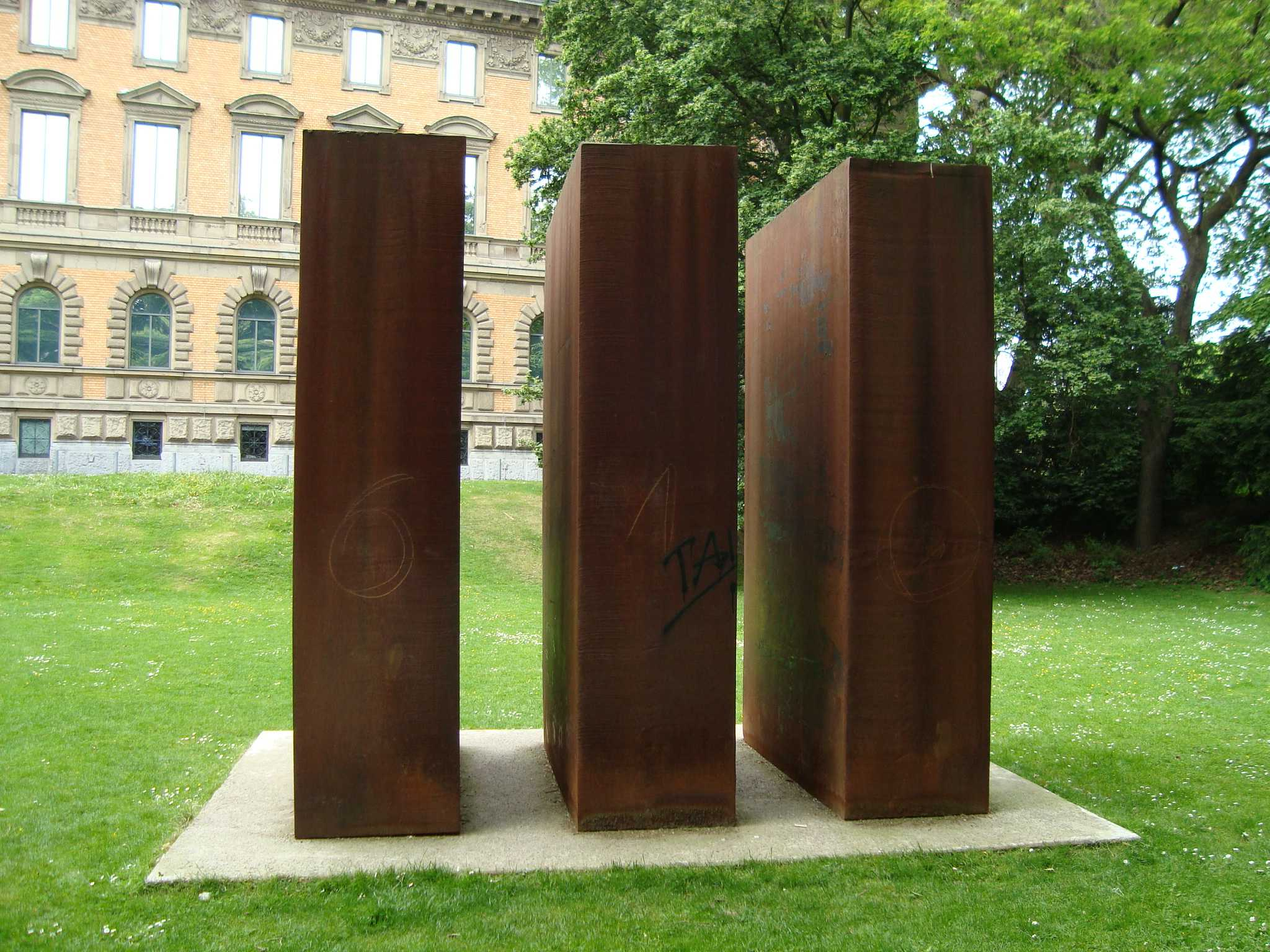
Alf Lechner, Zwischenräume 2001

## Besondere Präsentationen

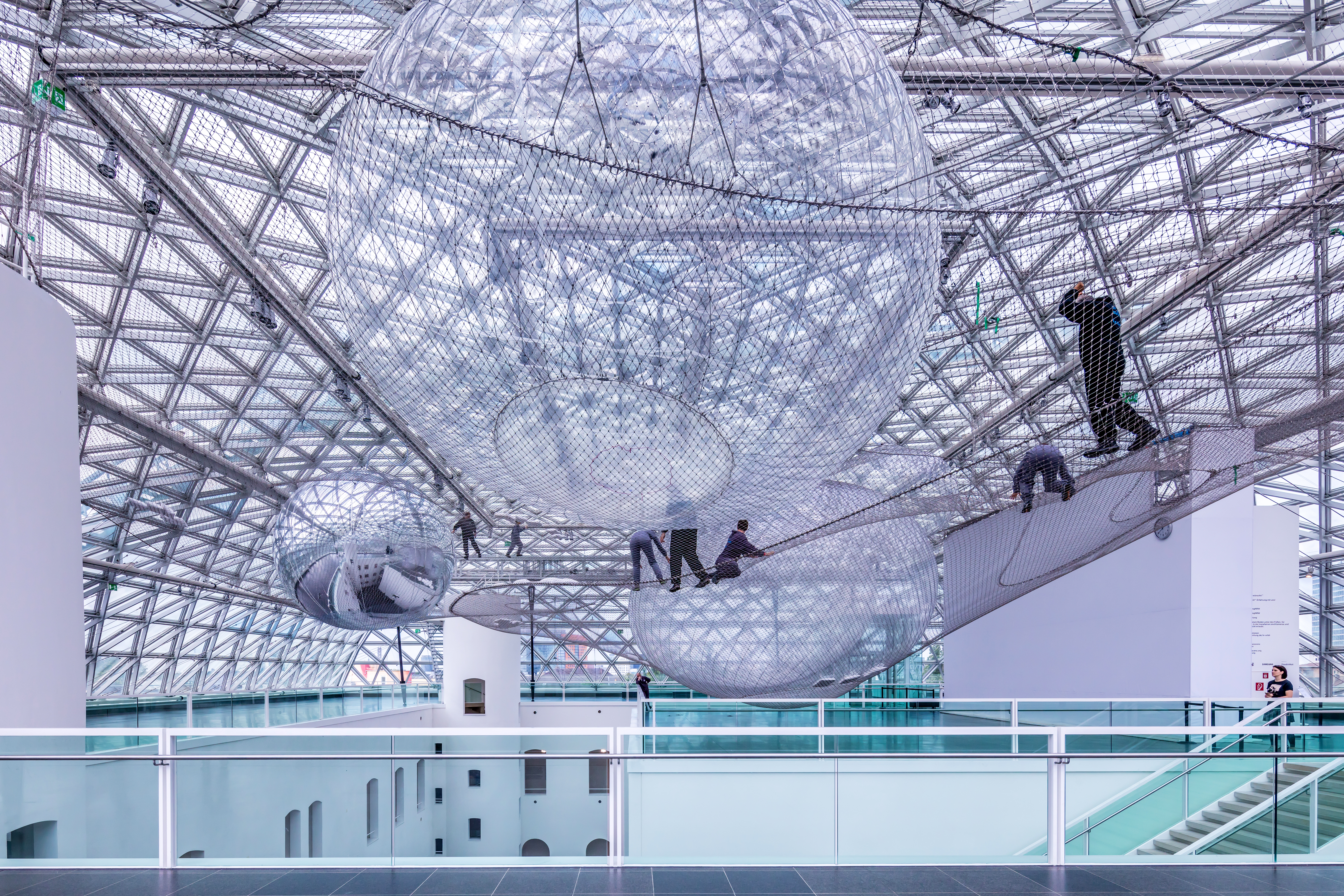
„In Orbit“ (Tomás Saraceno) (2019)

- „In Orbit“ von Tomás Saraceno war über zehn Jahre eine der größten Attraktionen des K21. Ein begehbares Netz in 25 Meter Höhe, über der Piazza, unter der Glaskuppel, hatte über eine Million Besucher. Der Abbau war ab dem 7. Januar 2024 vorgesehen. Die aufwändige Installation wurde täglich von einem Sicherheitsbeauftragten geprüft, in bestimmten Abständen wurde das Netz abgebaut, generalsaniert und das Haus dafür vorübergehend geschlossen. Die Kosten dafür lagen bei mehreren hunderttausend Euro.[4]